# Eudistoma pyriforme
Eudistoma pyriforme is een zakpijpensoort uit de familie van de Polycitoridae. De wetenschappelijke naam van de soort is voor het eerst geldig gepubliceerd door Herdman.